# Loma Mar (Califórnia)
Loma Mar é uma região censo-designada localizada no estado americano de Califórnia, no Condado de San Mateo. Possui menos de 150 habitantes, de acordo com o censo nacional de 2020. Fica perto do Parque Memorial do Condado de San Mateo na Pescadero Creek Road. Loma Mar fica entre Pescadero e La Honda, situada nas montanhas de Santa Cruz, na parte ocidental da Península de São Francisco. Loma Mar abriga o Camp Loma Mar da YMCA, o Redwood Glen Camp e o Centro de Conferências, bem como um pequeno número de empresas e serviços, incluindo a Loma Mar Store, um correio e um corpo de bombeiros administrado por voluntários.

## Geografia
De acordo com o Departamento do Censo dos Estados Unidos, a região tem uma área de 4,5 km², dos quais todos os 4,5 km² estão cobertos por terra.

## Demografia

### Censo 2020
Segundo o censo nacional de 2020, a sua população é de 134 habitantes e sua densidade populacional de 29,9 hab/km². Seu crescimento populacional na última década foi de 18,6%, bem acima do crescimento estadual de 6,1%.
Possui 70 residências que resulta em uma densidade de 15,6 residências/km² e um aumento de 4,5% em relação ao censo anterior. Deste total, 18,6% das unidades habitacionais estão desocupadas. A média de ocupação é de 2,4 pessoas por residência.
A renda familiar média é de 177 212 dólares e a taxa de emprego é de 72,1%.